# Redone
Redone (av artisten skrivet *RedOne*), artistnamn för Nadir Khayat, född 9 april 1972 i Tétouan i Marocko, är en marockansk-svensk sångare, musikproducent och låtskrivare. Han är numera bosatt i Los Angeles i USA med fru och en son född 2008.
Redone har arbetat med världsstjärnor som New Kids on the Block, Michael Jackson, Usher, Brandy, Pitbull, Lionel Richie, Leona Lewis, Jennifer Lopez, Nicki Minaj, Marcus & Martinus och Lady Gaga. Han beskrivs ofta som nyckeln till Lady Gagas sound. För att komponera musik använder han huvudsakligen programmet Logic Pro och en akustisk gitarr.
Redone har producerat många låtar som nått de internationella topplistorna och har tagit emot tre Grammy-utmärkelser och nominerats till ytterligare sju. Han har även tagit emot en Grammis som årets producent. År 2009 blev han den mest populäre producenten på Billboard Hot 100, kom på tredje plats som låtskrivare och utnämndes till årets låtskrivare av amerikanska Broadcast Music Incorporated. Redone har huvudsakligen producerat musik i genrerna pop, rock, dansmusik, eurodance och house.

## Karriär
Redone började sin karriär som producent inom europeisk popmusik i Sverige. Han säger sig vara väldigt inspirerad av de svenska banden Abba, Europe och Roxette, och uppger att det var därför han valde att flytta till just Sverige vid 19 års ålder.
Redone fick sitt genombrott som musikproducent år 2005 då han skrev Darins listetta "Step Up", samt prisades i Kanada för hitsen "I Wish" och "Little Mama", som framfördes av Carl Henry. Under 2006 skrev Redone den officiella låten "Bamboo" till Fotbolls-VM 2006. Låten blev en stor hit, och gjorde att många i USA fick upp ögonen för honom.[källa behövs]
År 2008 skrev och producerade Redone Lady Gagas debuthitar "Just Dance" och "Poker Face". Båda dessa toppade listorna över hela världen och vann många stora musikpriser. 2009 producerade han ytterligare hits till Lady Gaga - till exempel hennes megahit "Bad Romance", som toppade både Trackslistan, och Digilistan och låg högt på amerikanska Billboardlistan.
År 2010 lanserade Redone, tillsammans med Peter Swartling och svenska skådespelaren/A&R-producenten Jonas Lawrnz Johnson, via musikbolaget Legend Music Group den svenska popgruppen Love Generation. Redone har producerat bandets singlar "Love Generation" och "Dance Alone".
År 2010 vann han två Grammy Awards och tre Brit Awards. Han är också dekorerad med "Oissam of intellectual merit" av Mohammed VI i anledning av tronens dag i juli 2011, en av de högsta utmärkelserna i sitt hemland. I oktober 2017 kom Redone ut sin tredje framgångsrika Boom Boom med Daddy Yankee, French Montana och Dianah Jane. Videon hade mer än 25 miljoner visningar på bara 24 timmar.
År 2011 meddelade U2 att bandets nya album försenas till 2012 därför att samarbetet med Redone inte har fungerat och man avbryter samarbetet.
År 2013 var Redone sommarpratare i P1.

### Låtar
- 2001 - A*Teens - "...To the Music"
- 2004 - Daniel Lindström - "My Love Won't Let You Down"
- 2005 - Darin - "Step Up"
- 2005 - Darin - "B What U Wanna B"
- 2007 - Kat DeLuna - "Whine Up" (featuring Elephant Man)
- 2007 - Kat DeLuna - "Run the Show"
- 2008 - Akon - "Sunny Day"
- 2008 - Darin - "Breathing Your Love" (featuring Kat DeLuna)
- 2008 - Darin - "See U At The Club"
- 2008 - Enrique Iglesias - "Takin' Back My Love" (featuring Ciara)
- 2008 - Lady Gaga - "Just Dance" (featuring Colby O'Donis)
- 2008 - Lady Gaga - "Poker Face"
- 2008 - Lady Gaga - "LoveGame"
- 2008 - Lady Gaga - "Paper Gangsta"
- 2008 - Lady Gaga - "Boys Boys Boys"
- 2008 - Lady Gaga - "Money Honey"
- 2009 - Space Cowboy - "Falling Down" (featuring Chelsea Korka)
- 2009 - Pixie Lott - "Here We Go Again"
- 2009 - Sean Kingston - "Fire Burning"
- 2009 - Little Boots - "Remedy"
- 2009 - Alexandra Burke - "Broken Heels"
- 2009 - Alexandra Burke - "The Silence"
- 2009 - Alexandra Burke - "Dumb"
- 2009 - Backstreet Boys - "Straight Through My Heart"
- 2009 - Backstreet Boys - "All of Your Life (You Need Love)"
- 2009 - Lady Gaga - "Bad Romance"
- 2009 - Lady Gaga - "Alejandro"
- 2009 - Lady Gaga - "Monster"
- 2009 - Lady Gaga - "So Happy I Could Die"
- 2010 - Love Generation - "Love Generation"
- 2010 - Sugababes - "About a Girl"
- 2010 - Mika - "Kick Ass"
- 2010 - Mylène Farmer - "Oui mais... non"
- 2010 - Mylène Farmer - "Lonely Lisa"
- 2010 - Nicole Scherzinger - "Poison"
- 2010 - Mohombi - "Bumpy Ride"
- 2010 - Mohombi - "Dirty Dancer" (featuring Akon)
- 2010 - Alexandra Burke - "Start Without You"
- 2010 - Kat DeLuna - "Party O'Clock" (featuring Fo Onassis)
- 2010 - Enrique Iglesias - "I Like It" (featuring Pitbull)
- 2011 - Mohombi - "Sex Your Body"
- 2011 - Mohombi - "Coconut Tree"
- 2011 - Mohombi - "Do Me Right"
- 2011 - Jennifer Lopez - "On the Floor" (Featuring Pitbull)
- 2011 - Jennifer Lopez - "Papi"
- 2011 - Jennifer Lopez - "Invading My Mind"
- 2011 - Usher - "More (Redone Jimmy Joker Remix)"
- 2011 - Lady Gaga - "Judas"
- 2011 - Lady Gaga - "Hair"
- 2011 - Lady Gaga - "Scheiße"
- 2011 - Lady Gaga - "Highway Unicorn (Road TO Love)"
- 2011 - Love Generation - "Dance Alone"
- 2011 - Aleksej Vorobjov - "Get You" (Eurovision Song Contest 2011 (Ryssland))
- 2011 - Usher - "More"
- 2011 - Enrique Iglesias - "Dirty Dancer" (featuring Usher & Lil Wayne)
- 2011 - Porcelain Black - "This Is What Rock N Roll Looks Like" (featuring Lil Wayne)
- 2011 - Pitbull - "Rain Over Me" (featuring Marc Anthony)
- 2011 - Porcelain Black - "Naughty Naughty"
- 2011 - One Direction - "Save You Tonight"
- 2011 - Jason Derulo - "Fight for you"
- 2012 - Love Generation - Just a little bit
- 2012 - Nicki Minaj - Starships
- 2012 - Jennifer Lopez - Dance Again ft. Pitbull
- 2013 - Ahmed Chawki - "Habibi I Love You" (featuring Pitbull)
- 2013 - Ahmed Chawki - "Ana Bahwak"
- 2013 - Austin Mahone - "What About Love"
- 2013 - Colette Carr - "Who Do You Think You Are"
- 2013 - Colette Carr - "I Don't Wanna Go"
- 2013 - Colette Carr - "Told You So" (featuring Porcelain Black)
- 2013 - Colette Carr - "Mes Amis (We Can Party)"
- 2013 - Dizzee Rascal - "Arse Like That" (featuring Sean Kingston)
- 2013 - Dizzee Rascal - "Heart of a Warrior" (featuring Teddy Sky)
- 2013 - Dizzee Rascal - "Love This Town" (featuring Teddy Sky)
- 2013 - Dizzee Rascal - "We Don't Play Around" (Feat. Jessie J)
- 2013 - Havana Brown - "Flashing Lights"
- 2013 - Jason Derulo - "Stupid Love"
- 2013 - Jennifer Lopez - "Live It Up" (featuring Pitbull)
- 2013 - Katia - "Boom Sem Parar" (featuring Wildboyz)
- 2013 - Katy Tiz - "Red Cup"
- 2013 - Kika - "Guess It's Alright"
- 2013 - Lady Gaga - "Gypsy"
- 2016 - Don't you need somebody(Shaggy & Friend, Redone).
- 2017 - Boom Boom(Feat Daddy Yankee, Dianah jane, French Montana, Redone).